# Lijst van beelden in Brummen
Dit is een (onvolledige) chronologische lijst van beelden in de gemeente Brummen. Onder een beeld wordt hier verstaan elk driedimensionaal kunstwerk  in de openbare ruimte van de Nederlandse gemeente Brummen, waarbij beeld wordt gebruikt als verzamelbegrip voor sculpturen, standbeelden, installaties, gedenktekens en overige beeldhouwwerken.
| Geplaatst | Omschrijving                     | Kunstenaar    | Straat                                   | Plaats  | Bijzonderheden                                                                   | Afbeelding |
| --------- | -------------------------------- | ------------- | ---------------------------------------- | ------- | -------------------------------------------------------------------------------- | ---------- |
| ?         | tuinbeeld                        | ?             | Kasteel Groot Engelenburg                | Brummen | steen                                                                            |            |
| ?         | tuinbeeld                        | ?             | Kasteel Groot Engelenburg                | Brummen | steen                                                                            |            |
| 1988      | Aquatonde                        | Ankie Borgers | Rotonde Harderwijkerweg/Coldenhovenseweg | Eerbeek | Aluminium                                                                        |            |
| 1993      | Papierrollen                     | Ankie Borgers | Rotonde Loenenseweg/Ringlaan/Veldkantweg | Eerbeek | Aluminium                                                                        |            |
| 1993      | De drie Gratiën                  | Ankie Borgers | Stuyvenburchplein                        | Eerbeek | brons                                                                            |            |
| 2001      | Monument voor Cornelis van Doorn | J. Aartsen    | Dorpsstraat, bij de Hervormde kerk       | Hall    | Zwartmarmeren plaat met een afbeelding van het standbeeld van Van Doorn in Japan |            |